# Ipís
Ipís es el quinto distrito del cantón de Goicoechea, en la provincia de San José, de Costa Rica. El distrito de Ipís se caracteriza por su alto desarrollo y crecimiento poblacional y de viviendas, y además por su alta concentración de servicios.

## Geografía
Ipís cuenta con un área de 2,5 km² y una altitud media de 1352 m s. n. m.

## Demografía
Para el año 2022, Ipís cuenta con una población estimada de 31 762 habitantes, y para el último censo efectuado, en 2011, Ipís contaba con una población de 26 033 habitantes.
Debido a su alta concentración poblacional se considera una zona urbano marginal de clase media baja a clase baja, con dinámicas de participación e interacción reducidas dada su conflictividad, dificultando la generación de factores de movilidad social local con problemáticas asociadas a la proliferación de las desigualdades sociales, el limitado desarrollo productivo se presenta dentro del eje que gira en torno a la Infraestructura vial del distrito la cual se ve transversalizada por una ruta de interconexión que comunica el distrito con el resto del cantón de Goicoechea.

## Organización territorial
El distrito limita al norte con los cantones de Moravia y Vázquez de Coronado, al este con el distrito de Rancho Redondo, al oeste con el cantón de Moravia, y al sur limita con el distrito de Purral.
Ipís es uno de los seis distritos del cantón de Goicoechea desde que este se fundó en 1891, y el único que sufrió un cambio territorial drástico (cien años después, al segregarse el distrito de Purral). El distrito se conforma por las siguientes comunidades o barrios:
- El Alto (parte)
- Floresta
- Korobó
- La Mora
- Las Orquídeas
- Los Ángeles
- Morita
- Mozotal
- Nazareno
- Rodrigo Facio
- Santa Clara (parte)
- Zetillal
- Vista del Mar (parte)

## Transporte

### Carreteras
Al distrito lo atraviesan las siguientes rutas nacionales de carretera:
- Ruta nacional 216
- Ruta nacional 218

## Concejo de distrito
El concejo de distrito del distrito de Ipís vigila la actividad municipal y colabora con los respectivos distritos de su cantón. También está llamado a canalizar las necesidades y los intereses del distrito, por medio de la presentación de proyectos específicos ante el Concejo Municipal. La presidenta del concejo del distrito es la síndica propietaria del partido Liberación Nacional, Lorena Miranda Carballo.
El concejo del distrito se integra por:
| #                       | Partido                             | Nombre                          |
| Síndico propietario     | Síndico propietario                 | Síndico propietario             |
| ----------------------- | ----------------------------------- | ------------------------------- |
| 1                       | Partido Liberación Nacional         | Lorena Miranda Carballo         |
| Síndico suplente        |                                     |                                 |
| 2                       | Partido Liberación Nacional         | Luis Alberto Acosta Castillo    |
| Concejales propietarios |                                     |                                 |
| 3                       | Partido Liberación Nacional         | Jairo Granados Salazar          |
| 4                       | Partido Liberación Nacional         | Yamileth Serrano Alvarado       |
| 5                       | Partido Accesibilidad sin Exclusión | Bryan Herrera Umaña             |
| 6                       | Partido Unidad Social Cristiana     | Suly Céspedes Rivera            |
| Concejales suplentes    |                                     |                                 |
| 7                       | Partido Liberación Nacional         | María Alejandra Jiménez Camacho |
| 8                       | Partido Liberación Nacional         | Freddy Rodríguez Salazar        |
| 9                       | Partido Accesibilidad sin Exclusión | Rosaura Castellón Navarro       |
| 10                      | Partido Unidad Social Cristiana     | Viviana Vargas Morales          |